# 長腕烏賊
長腕烏賊又名長臂墨魚（学名：Sepia longipes）为烏賊科烏賊屬下的一个种。其种加词“Longipes”意为“长腕的”。